# Principios y Valores
El Partido Principios y Valores(PyV) es un partido político argentino de orientación peronista. Fue anunciado en 2020 con el objetivo de ofrecer una opción electoral "leal a la doctrina peronista y sus Veinte Verdades, que son el legado del General Juan Domingo Perón". Es liderado por Guillermo Moreno. Cuenta con personería jurídica como partido de distrito en la Provincia de Buenos Aires y también en la Ciudad de Buenos Aires.

## Historia

### Fundación

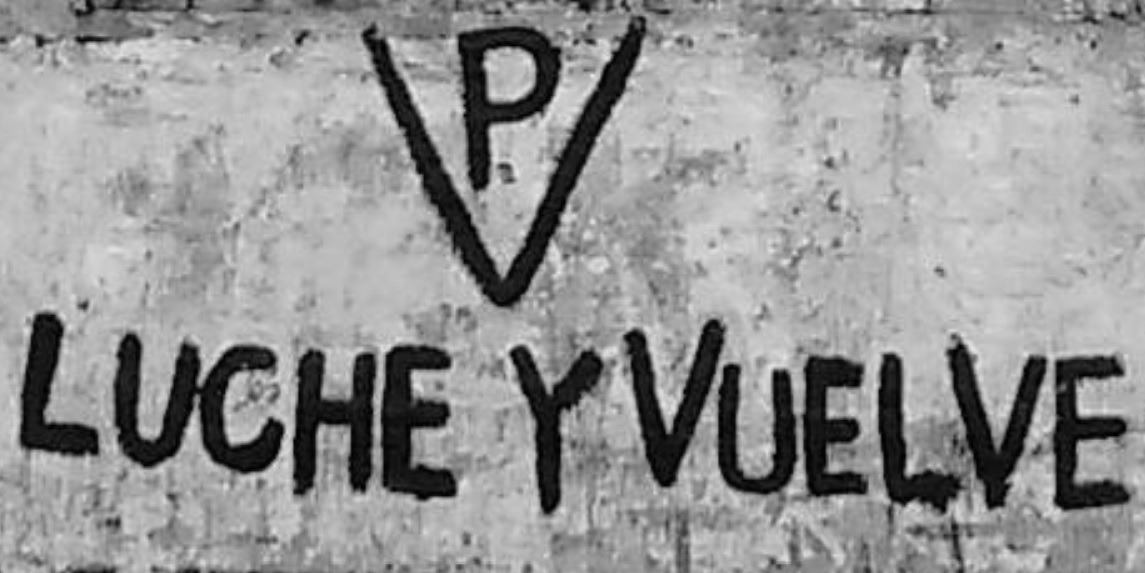
Las siglas "PV" junto al eslogan Luche y Vuelve empleado por la organización obrera Descamisados, durante las décadas del 60 y 70. Tales siglas son utilizadas también en el nombre del partido Principios y Valores.

El economista Guillermo Moreno anunció su fundación el día 17 de octubre del año 2020, haciendo clara referencia al día de la lealtad peronista, celebrado ese mismo día. La construcción partidaria buscó tener una "expresión doctrinaria" dentro del peronismo. 
Las principales siglas de este partido, son las letras P y V, las cuales tienen una connotación hacia el logotipo utilizado por la organización Descamisados a fines de los años 1960 y principios de los 1970, junto al eslogan "Lucha y Vuelve", utilizado para promover el regreso de Perón a la Argentina, luego de su exilio en España, tras su derrocamiento en 1955.
Para las elecciones presidenciales de Argentina de 2023 Principios y Valores presentó 5 fórmulas, Guillermo Moreno-Leonardo Fabre, Eliodoro Martínez-Vicente Souto, Paula Arias-Walter Vera, Jorge Oliver-Ezequiel San Martín y Carina Bartolini-Mabel Gómez. La fórmula de Guillermo Moreno fue la más votada pero aún con los votos de los otros 4 candidatos no llegaron al 1,5% que necesitaban para pasar a las generales ya que llegaron al 0,79%.

## Visión sobre la economía
Guillermo Moreno sostiene una visión económica basada en el nacionalismo económico, promoviendo la industrialización por sustitución de importaciones para reducir la dependencia del exterior. Su enfoque se enmarca en la Doctrina Social de la Iglesia, combinando elementos del solidarismo, el distributismo y la reforma agraria. Rechaza la globalización mediante una postura antiglobalización, mientras que su modelo económico sigue principios del socialismo ricardiano, respaldado por la teoría del valor como costo de producción y la teoría del valor-trabajo.

## Ideología
El partido busca adoptar la figura de Juan Domingo Perón en todos los ámbitos, desarrollando un plan económico desde una perspectiva justicialista. Moreno señaló que todos los candidatos de su lista son peronistas. El partido se autoproclama como peronismo puro.
Está principalmente vinculado con el peronismo, especialmente en su corriente ortodoxa. La ideología del partido enfatiza la armonía entre el capital y el trabajo (un concepto del corporativismo), además de un fuerte nacionalismo argentino con raíces en el rosismo y la figura de Juan Manuel de Rosas. En su enfoque político, el partido también aboga por el humanismo cristiano y el panhispanismo. Además, se alinea con el conservadurismo social, y defiende posturas contrarias al aborto y el matrimonio igualitario, y se proclama provida.[cita requerida]

## Resultados electorales

### Elecciones de orden nacional
Presidenciales
| Año  | Fórmula          | Fórmula        | Primarias | Primarias | Resultado                          | Alianza nacional     |
| Año  | Presidente       | Vicepresidente | Votos     | %         | Resultado                          | Alianza nacional     |
| ---- | ---------------- | -------------- | --------- | --------- | ---------------------------------- | -------------------- |
| 2023 | Guillermo Moreno | Leonardo Fabre | 194 160   | 0,79%     | No se clasificó para las generales | Principios y Valores |

### Elecciones Legislatura Porteña
| Año  | Votos  | %     | Bancas Ganadas | Total de Bancas | Posición      | Lista |
| ---- | ------ | ----- | -------------- | --------------- | ------------- | --- |
| 2025 | 33.352 | 2.06% | 0/30           | 0/60            | No electo, 9° | Lista 702: 1. Alejandro Kim (PyV) 2. Nydia Lirola (PyV) 3. Raúl Oscar Vázquez 4. Noemí Mariana Nobrega (CoPeBo) 5. Roberto Horacio Couto 6. María Florencia Moreno (PyV) 7. Alberto Jesús Sansobrino (PyV) 8. María Florencia Ruiz 9. Cristian Ariel Albisua 10. Guillermina Paola Macchi 11. Mariano Roberto Anríquez 12. Valeria Pérez 13. Pedro Federico Borio 14. María Belén Hierro 15. Guillermo Omar Voilloz 16. Verónica Anahí Maidana 17. Eduardo Marcelo Magnani 18. Yanina Corsaro 19. Sergio Alejandro Morales 20. Myriam Beatriz Quarchioni 21. Leonardo Franco Campana 22. Agustina Soledad Molina 23. Marcos Damian Rotela 24. Evelyn Alvarado Palacios 25. Sergio Alejandro Vinono 26. Magalí Vanina Sosa 27. Adrían Guillermo Pérez 28. Mora Lorena Ruiz 29. Santiago Carreño Gazari 30. Sofía Roxana Moreno |

### Elecciones Legislatura Bonaerense
| Año  | Votos | % | Bancas Ganadas | Total de Bancas | Posición | Lista |
| ---- | ----- | - | -------------- | --------------- | -------- | ----- |
| 2025 |       |   | 0/30           | 0/60            |          |       |